# Klaus Holitzka
Klaus Holitzka (* 1947 in Neuburg an der Donau) ist ein deutscher Grafiker und Autor.

## Leben und Wirken
Holitzka arbeitete zunächst für eine Werbeagentur in Frankfurt. Seit 1969 ist er freischaffender Künstler. 1978 gründete er einen eigenen Verlag. Er gestaltete die Einbände zahlreicher Werke der Science-Fiction- und phantastischen Literatur. Neben mehreren Büchern über Mandalas (u. a. über indianische, keltische, christliche und Kornkreis-Mandalas) verfasste er mit seiner Frau Marlies Holitzka Bücher zu esoterischen Themen. Sie wurden teils u. a. ins Englische, Spanische, Tschechische und Ungarische übersetzt. 1987 und 1988 wurde Holitzka mit dem Kurd-Laßwitz-Preis als bester Grafiker ausgezeichnet.

## Bücher (mit Marlies Holitzka)
- Der kosmische Wissensspeicher. Mit allem verbunden sein und es im Alltag nutzen, 2002
- Ganz im Moment oder warum sollte sich ein Tautropfen vor dem Ertrinken im Ozean fürchten?, 2003
- Zurück zum Ursprung: eine Reise zu den Ursprüngen des Seins, 2004
- Heilung visualisieren, 2017